# EarPods Apple
Ne doit pas être confondu avec AirPods.
Les EarPods sont des écouteurs filaires développés par Apple, sortis le 23 octobre 2001 et sont les écouteurs filaires officiels d'Apple. Ils sont toujours commercialisés aujourd’hui soit avec un connecteur jack 3.5mm, soit avec un connecteur Lightning soit avec un connecteur USB Type-C depuis septembre 2023. Ils sont une alternative filaire aux AirPods.

## Écouteurs classiques
Les premiers écouteurs d'Apple sont livrés avec l'iPod original, sorti le 23 octobre 2001. Ils n'ont jamais reçu de nom officiel et sont connus sous le noms d'écouteurs iPod. Ils sont livrés avec deux paires de housses en mousse. La deuxième génération contient un curseur en plastique pour permettre à l'utilisateur de limiter l'espace entre les fils. La troisième génération est redessinée avec une grille de haut-parleur légèrement plus petite et un marquage gauche/droite déplacé à l'intérieur.

## Écouteurs stéréo pour iPhone
Les écouteurs stéréo sont apparus en 2007 et sont fournis avec les iPhone 2G et iPhone 3G. Ils comportent une télécommande sur le fil de l'écouteur droit composé d'un microphone et un bouton unique  permettant de contrôler les appels, la lecture de musique et de vidéos, lancer Siri ou prendre des photos avec l'application appareil photo.

## Earphones avec télécommande
Les écouteurs Apple avec télécommande sont commercialisés en 2009 et sont fournis avec l'iPhone 3GS, l'iPhone 4, l'iPhone 4S et l'iPod Touch de 3e génération.

## EarPods
Les EarPods sont lancés le 12 septembre 2012, présentant une nouvelle conception sans embouts en silicone, un métal moins visible et une coque extérieure en plastique. Ils sont livrés avec l'iPhone 5 et comportent une télécommande et un microphone. Ils sont également livrés avec l'iPod Touch 5e génération et l'iPod Nano 7e génération. Une icône de microphone est ajoutée sur la face arrière de la télécommande. Une deuxième version est introduite en 2016 avec l'iPhone 7 et la prise jack de 3,5 mm est remplacée par un connecteur Lightning. Les iPhones 7 et suivant jusqu'à l'iPhone 14 ne sont compatibles qu'avec ceux-ci étant donné que leurs seul périphérique est un port Lightning. Lors de la Keynote 2023, Apple présente les AirPods Pro et les EarPods avec un connecteur USB Type-C , conformément aux normes Européennes,, les iPhone 15 et suivant ne sont compatible qu'avec ceux-ci étant donné que leurs seuls périphérique est un port USB Type-C. 

## Ecouteurs intra-auriculaires
Les écouteurs intra-auriculaires sont présentés en janvier 2004 comme des écouteurs haut de gamme par rapport aux Earphones. Ils comprennent trois embouts de tailles différentes et Apple affirme avoir amélioré la qualité du son. La production est arrêtée en 2008.

## Écouteurs Bluetooth
Les écouteurs Bluetooth sont introduits en 2007 avant d'être abandonnés en 2009. Ils sont conçus pour les appels téléphoniques uniquement et ne pouvait pas être utilisés pour écouter de la musique. Ils sont fournis avec un câble qui permettait le chargement en même temps qu'un iPhone à 30 broches, et une station d'accueil appelée iPhone Dual Dock.